# Râca
Râca – wieś w Rumunii, w okręgu Ardżesz, w gminie Râca. W 2011 roku liczyła 699 mieszkańców.